# 关恒广
关恒广，中华人民共和国政治人物、外交官。
1992年，担任首位中华人民共和国驻乌兹别克斯坦大使。1997年，由李景贤接任。